# Eubaphe sulcifera
Eubaphe sulcifera är en fjärilsart som beskrevs av W. Warren 1906. Eubaphe sulcifera ingår i släktet Eubaphe och familjen mätare. Inga underarter finns listade i Catalogue of Life.